# 凧形六十面体
凧形六十面体（たこがたろくじゅうめんたい、英: deltoidal hexecontahedron）とは、カタランの立体の一種で、斜方二十・十二面体の双対多面体である。菱形三十面体の各面の中心を持ち上げ、隣り合う三角形同士が同一平面上となるようにしたような形にもなっているが、正確ではない。

## 性質
- 面の形状
  - 角度:  118.27°,86.97°,67.78°,86.97°
  - 短い辺 : 長い辺 = {\displaystyle 1:{\begin{matrix}{\frac {7+{\sqrt {5}}\ }{6}}\end{matrix}}}

## 近縁な立体

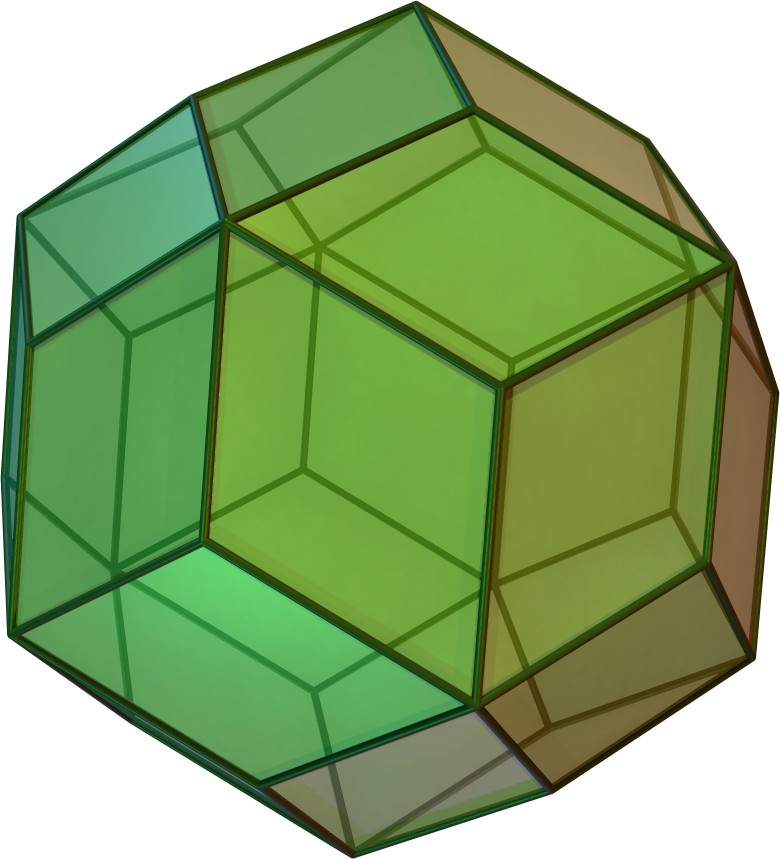
菱形三十面体 （ベースの形）
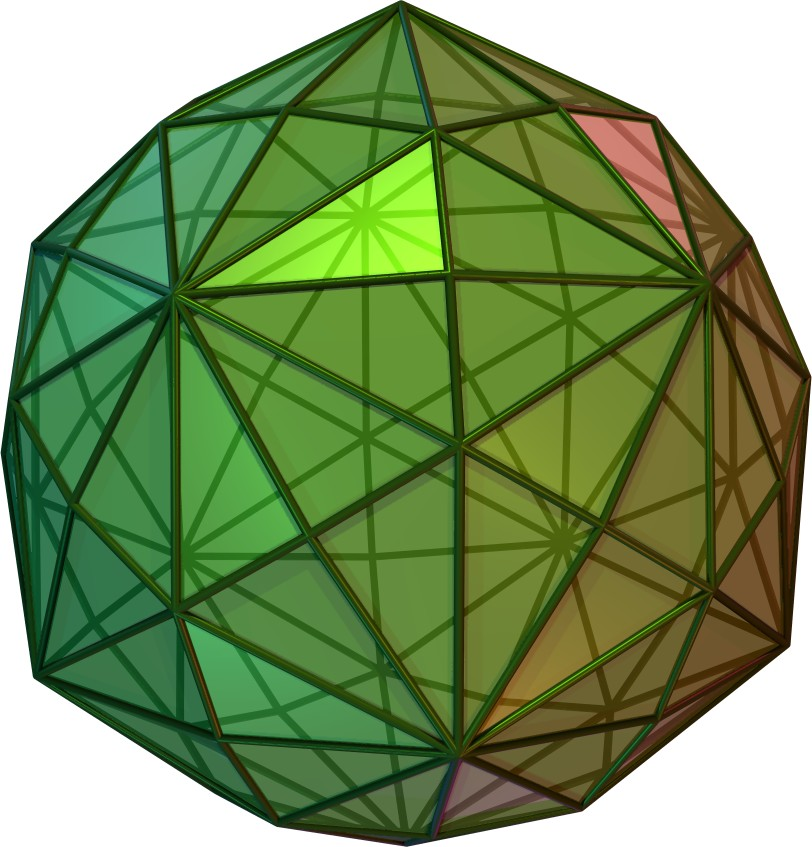
六方二十面体 （菱形三十面体からの変形の中間段階にあたる）
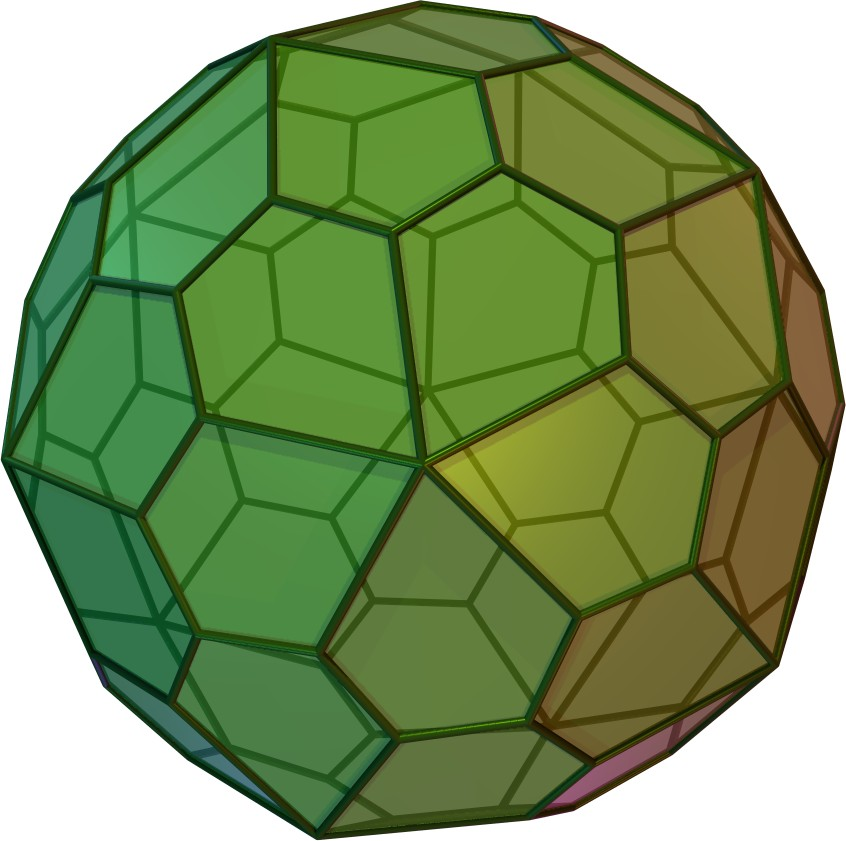
五角六十面体 （凧形を五角形に置き換える）
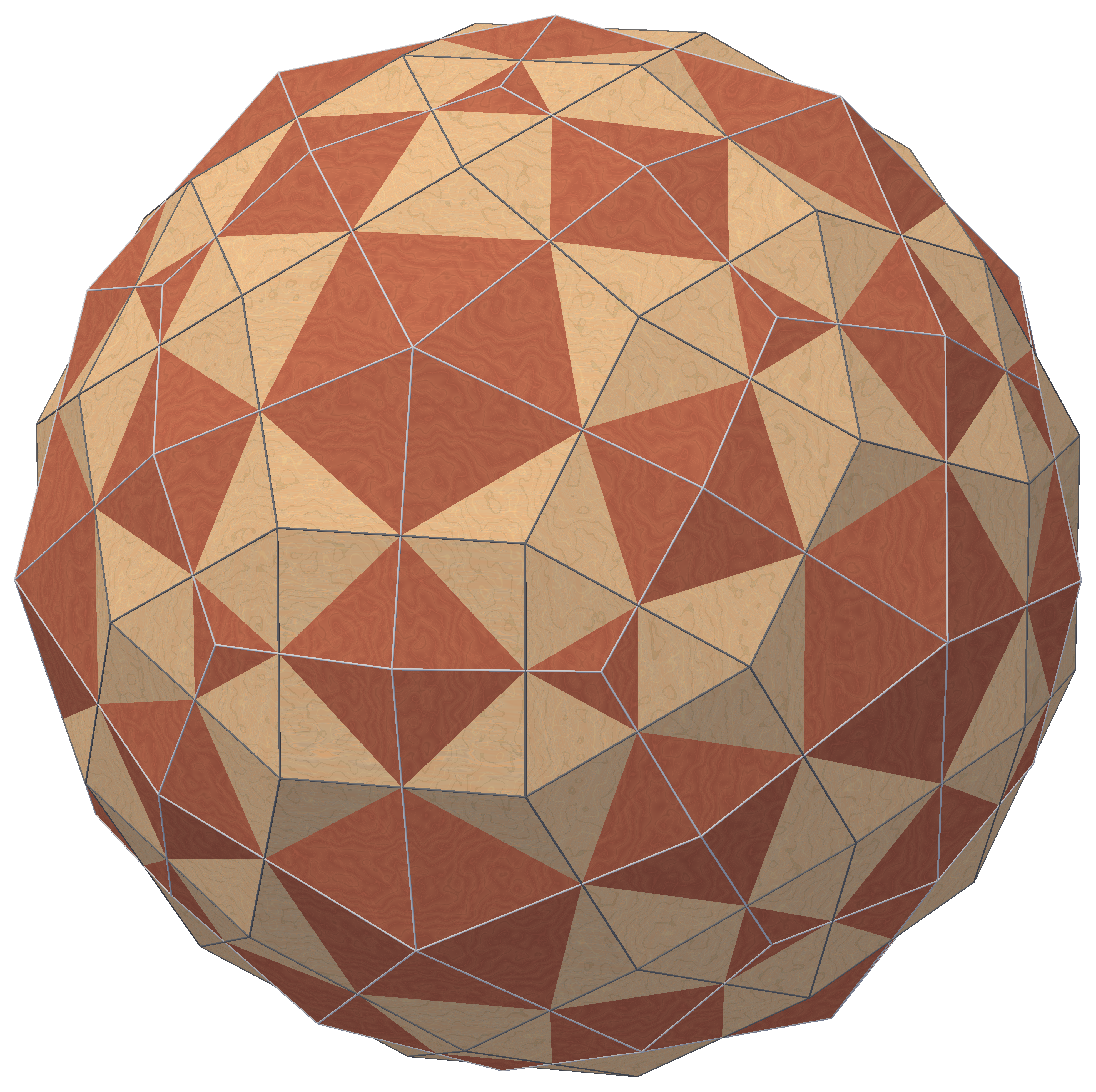
斜方二十・十二面体と凧形六十面体による複合多面体